# دایو (آلبوم توایس)
دایو (انگلیسی: Dive) پنجمین آلبوم استودیویی ژاپنی (و هشتمین آلبوم کلی) از گروه دخترانهٔ اهل کره جنوبی، توایس است. این آلبوم در ۱۷ ژوئیه ۲۰۲۴ توسط وارنر میوزیک ژاپن منتشر شد. آلبوم شامل ده قطعه است که ترانهٔ اصلی با همین عنوان و تک‌آهنگ منتشرشدهٔ پیش از آلبوم «هاره هاره» را در بر می‌گیرد. همچنین قطعهٔ «دوباره برقص» که پیش‌تر در ۱۲ دسامبر ۲۰۲۳ به‌صورت دیجیتالی منتشر شده و در کمپین تبلیغاتی «مرغ کریسمس فمیلی‌مارت × توایس» مورد استفاده قرار گرفته بود، در این آلبوم گنجانده شده است.

## جدول‌های موسیقی
| جدول (۲۰۲۴)                                   | بالاترین جایگاه |
| --------------------------------------------- | --------------- |
| آلبوم‌های ژاپنی (اوریکون)                      | ۲               |
| آلبوم‌های ترکیبی ژاپنی (اوریکون)               | ۲               |
| آلبوم‌های داغ ژاپنی (بیلبورد ژاپن)             | ۲               |
| آلبوم‌های دیجیتال بریتانیا (شرکت جدول‌های رسمی) | ۸۷              |

| جدول (۲۰۲۴)              | جایگاه |
| ------------------------ | ------ |
| آلبوم‌های ژاپنی (اوریکون) | ۵      |

| جدول (۲۰۲۴)                       | جایگاه |
| --------------------------------- | ------ |
| آلبوم‌های ژاپنی (اوریکون)          | ۲۸     |
| آلبوم‌های داغ ژاپنی (بیلبورد ژاپن) | ۳۲     |

## گواهی‌نامه‌ها
| منطقه                             | گواهی | واحد گواهی‌شده/فروش |
| --------------------------------- | ----- | ------------------ |
| ژاپن (آرآی‌ای‌جی)                   | طلا   | ۱۰۰٬۰۰۰^           |
| ^ رقم توزیع تنها بر پایهٔ گواهی‌ها. |       |                    |